# Luk vlasac
Luk vlasac (luk drobnjak, lat. Allium schoenoprasum), biljna vrsta potporodice lukovki.

## Opis
Vlasac je vrsta luka koja se koristi kao začinska biljka. Uzgaja se u vrtovima, a ima ga i samoniklog. Upotrebljava se svježe, zeleno, usko, cjevasto lišće koje se kosi, "šiša", svaki mjesec. Raste u bokoru (skupina sitnih lukovica iz kojih izbija lišće).

## Upotreba
Sitno nasjeckan dodaje se kao začin juhama i varivima. Sitno kosanim vlascem ukrašavaju se sendviči i razne salate. Od svih vrsta luka ističe se mirisom koji podsjeća na mladi češnjak, a okus mu je blaži.

## Galerija
- A. schoenoprasum
- A. schoenoprasum
- A. schoenoprasum
- A. schoenoprasum
- A. schoenoprasum

## Vanjske poveznice
|  | Zajednički poslužitelj ima stranicu o temi Allium schoenoprasum    |
|  | Zajednički poslužitelj ima još gradiva o temi Allium schoenoprasum |
|  | Wikivrste imaju podatke o taksonu Allium schoenoprasum             |

- Priroda i biljke